# Alhagie Darboe
Alhagie Darboe ist ein gambischer Politiker.

## Leben
| Parlamentswahl | Stimmen | Stimmanteil |
| -------------- | ------- | ----------- |
| 2017           | 1.918   | 23,09 %     |

Alhagie Darboe trat bei der Wahl zum Parlament 2017 als Kandidat der United Democratic Party (UDP) im Wahlkreis Lower Fulladu West in der Janjanbureh Administrative Region an. Mit 23,09 % konnte er den Wahlkreis vor unabhängigen Kandidaten Yankuba Sinera für sich gewinnen.
Bei den Parlamentswahlen 2022 trat Darboe nicht mehr an. Das Mandat im Wahlkreis Lower Fulladu West erlangte der NPP-Kandidat Gibbi Mballow (* 1979).